# Doron Zeilberger
Doron ZeilbergerZeilberger (2 luglio 1950) è un matematico israeliano.
È noto per il suo lavoro nel calcolo combinatorio.
Ha conseguito il dottorato presso il Weizmann Institute of Science nel 1976, sotto la direzione di Harry Dym, con la tesi "Nuovi approcci e risultati nella teoria delle funzioni analitiche discrete". È professore del Board of Governors di matematica alla Rutgers University.

## Contributi
Zeilberger ha dato contributi alla combinatoria, alle identità ipergeometriche e alle serie q. Inoltre ha dato la prima prova della congettura della matrice a segni alternati. Nel 2011, insieme a Manuel Kauers e Christoph Koutschan, Zeilberger ha dimostrato la congettura del q-TSPP, che è stata formulata indipendentemente nel 1983 da George Andrews e David P. Robbins.
Zeilberger è un Ultrafinite. È anche noto per aver accreditato il suo computer "Shalosh B. Ekhad" come coautore ("Shalosh" e "Ekhad" significano rispettivamente "Tre" e "Uno" in ebraico, riferendosi al suo primo computer, un AT&T 3B1), e per le sue opinioni provocatorie.

## Premi e riconoscimenti
Zeilberger ha ricevuto un Lester R. Ford Award nel 1990. Insieme a Herbert Wilf, Zeilberger è stato insignito del Leroy P. Steele Prize for Seminal Contributions to Research dell'American Mathematical Society nel 1998 per lo sviluppo della teoria WZ, che ha rivoluzionato il campo della sommatoria ipergeometrica. Nel 2004, Zeilberger è stato insignito della Medaglia Eulero; la citazione si riferisce a lui come "un campione nell'uso di computer e algoritmi per fare matematica in modo rapido ed efficiente". Nel 2016 ha ricevuto, insieme a Manuel Kauers e Christoph Koutschan, il David P. Robbins Prize dell'American Mathematical Society.
Zeilberger è stato un membro della classe inaugurale 2013 dei borsisti dell'American Mathematical Society.